# 조천초등학교 교래분교
조천초등학교 교래분교는 대한민국 제주특별자치도 제주시에 있는 공립 초등학교이다.

## 학교 연혁
- 1962년 2월 28일: 개교

## 참고 자료
- 조천초등학교교래분교장 - 한국교육학술정보원 학교알리미